# 贵阳鹿蹄草
贵阳鹿蹄草（学名：Pyrola corbieri）为鹿蹄草科鹿蹄草属下的一个种。

## 扩展阅读
- 維基物種上的相關：贵阳鹿蹄草